# Sfântul Matia
Apostolul Matia (n. secolul I d.Hr., Provincia Iudeea, Imperiul Roman – d. 80 d.Hr., Ierusalim, Palestina romană⁠(d)) a fost cel pe care cei unsprezece apostoli ai lui Isus Cristos l-au ales în locul lui Iuda Iscariot, după sinuciderea acestuia din urmă. Episodul este evocat în Fapte.
Apostolul Matia a predicat în Iudeea, Siria, Capadocia, Etiopia și altele. A murit în martiriu în Ierusalim, fiind ucis cu pietre.
Moaștele apostolului Matia au fost aduse prin grija împărătesei Elena Augusta, mama împăratului Constantin cel Mare, la Trier. Moaștele au fost mutate în anul 1127 în abația benedictină Sankt Matthias din Trier, unde se găsesc până în prezent. Acesta este singurul mormânt al unui apostol la nord de munții Alpi.
Sărbătoarea sfântului Matia a fost, până la reformarea calendarului roman universal prin Conciliul Vatican II (1962-1965), pe data de 24 februarie. După Conciliul Vatican II, sfântul Matia este sărbătorit pe 14 mai, cu excepția țărilor de limbă germană, unde sărbătoarea a rămas în continuare pe 24 februarie.

## Sărbători
- în calendarul roman universal: 14 mai
  - în calendarul romano-catolic valabil în țările fostului Sfânt Imperiu Roman (actualmente țările de limbă germană): 24 februarie
- în calendarul luteran: 24 februarie
  - în anii bisecți: 25 februarie
- în calendarul anglican: 24 februarie
  - în anii bisecți: 25 februarie
- în calendarul răsăritean (de exemplu în calendarul Bisericii Ortodoxe Române și în cel al Bisericii Române Unite cu Roma, Greco-Catolice): 9 august

## Monumente
- Biserica evanghelică din Râșnov (inițial catolică), sec. al XIV-lea